# Método de Verlet
O Método de Verlet (Pronúncia em francês: [vɛʁˈlɛ]) é um método numérico usado para estudar equações do movimento de Newton. É frequentemente usado no cálculo da trajetórias de partículas dinâmicas em simulações computacionais. Esse algoritmo oferece uma precisão melhor que o método de Euler, bem como outras propriedades importantes em sistemas físicos. A primeira vista é comum calcular trajetórias usado o método de Euler. Contudo, este tipo de integral sofre de alguns problemas, o método de Euler não funciona para um problema tão simples quanto o oscilador harmônico, independentemente de quão pequeno seja o espaço de tempo. Estabilidade da técnica depende bastante da taxa de atualização, ou a capacidade de identificar com precisão as posições em uma pequena variação de tempo. Esse método foi usado por Carl Størmer para computar a trajetórias de partículas em movimento em um campo magnético (veja método de Størmer) e foi popularizado com o estudo de dinâmica molecular pelo francês Loup Verlet em 1967.
O método de Verlet é uma importante ferramenta, capaz de resolver um grande número de problemas que não possuem uma solução analítica. Incluindo problemas am aberto, aqueles que ainda são pesquisados ou estão em busca de novos conhecimentos.

## Algoritmo
O algoritmo de Verlet reduz o nível de erros no cálculo da próxima posição de um corpo, a partir da posição anterior, sem uso da velocidade. Começando com a fórmula de Newton temos:
{\displaystyle {\frac {d^{2}x(t)}{dt^{2}}}\equiv a=f/m}
Então usa-se a expansão em série de Taylor, vamos  tomar um caminho alternativo que leva ao mesmo resultados. Definimos primeiro as derivadas em diferenças finitas, isto é a definição formal de derivada mas sem tomar o limite a zero do incremento da variável independente.

## Aplicação
O algoritmo de Verlet pode ser usado em simulações computacionais, jogos eletrônicos, para tornar bastante real o movimento de corpos e objetos.
{\displaystyle x(t+\Delta t)=(2-f)x(t)-(1-f)x(t-\Delta t)+a(t)(\Delta t)^{2}.\,}
onde f é um número representando a fração da velocidade perdida com a fricção do ar (0-1).